# Lai Meta
Lai Meta is een bestuurslaag in het regentschap Oost-Soemba van de provincie Oost-Nusa Tenggara, Indonesië. Lai Meta telt 529 inwoners (volkstelling 2010).